# Tchirozérine (Departement)
Tchirozérine ist ein Département in der Region Agadez in Niger.

## Geographie

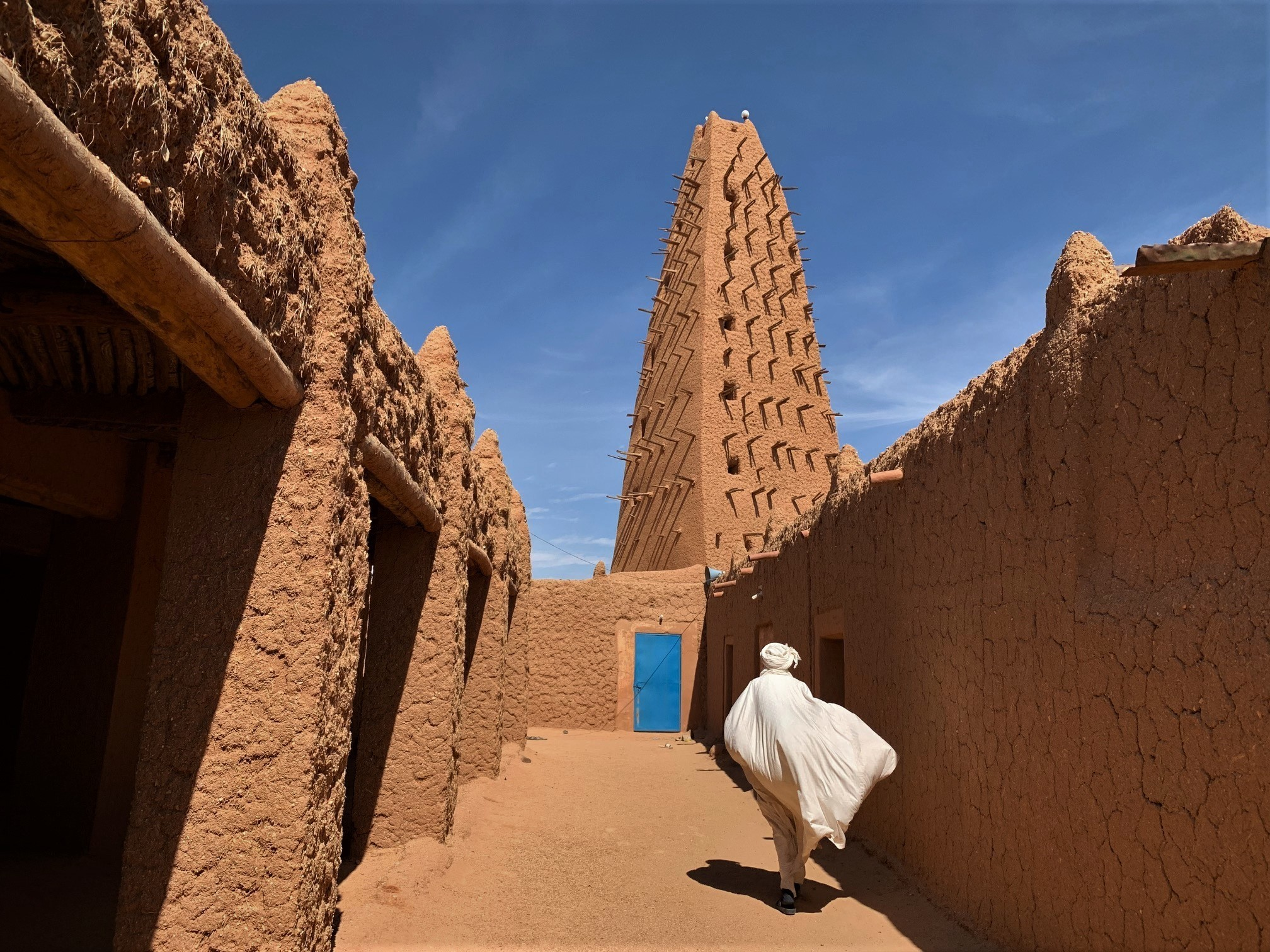
Große Moschee von Agadez

Das Département liegt im Zentrum des Landes. Es besteht aus den Stadtgemeinden Agadez und Tchirozérine und den Landgemeinden Dabaga und Tabelot. Der namensgebende Hauptort des Départements ist Tchirozérine.

## Geschichte
Das Gebiet des Départements Tchirozérine gehörte ursprünglich zum 1964 geschaffenen Arrondissement Agadez, das aus einem Bezirk (circonscription) gleichen Namens in der Aïr-Region hervorging. Das Gebiet des Arrondissements Agadez wurde 1969 auf die Arrondissements Tchirozérine und Arlit aufgeteilt.
Im Jahr 1998 wurden die bisherigen Arrondissements Nigers in Departements umgewandelt, an deren Spitze jeweils ein vom Ministerrat ernannter Präfekt steht. Die Gliederung des Départements in Gemeinden besteht seit dem Jahr 2002. Zuvor bestand es aus den städtischen Zentren Agadez und Tchirozérine sowie einer Restzone. 2011 wurden Aderbissinat und Ingall als eigene Departements aus dem Departement Tchirozérine herausgelöst.

## Bevölkerung

Eine Tuareg-Frau in einem Dorf zwischen Agadez und Tabelot

Das Departement Tchirozérine hat gemäß der Volkszählung 2012 244.706 Einwohner. Bei der Volkszählung 2001, vor der Herauslösung von Aderbissinat und Ingall, waren es 206.389 Einwohner, bei der Volkszählung 1988 128.372 Einwohner und bei der Volkszählung 1977 92.140 Einwohner.

## Verwaltung
An der Spitze des Departements steht ein Präfekt (französisch: préfet), der vom Ministerrat auf Vorschlag des Innenministers ernannt wird.
| Amtszeit                      | Name                                             |
| ----------------------------- | ------------------------------------------------ |
| …                             |                                                  |
| 15. Apr. 2010 – 3. Jun. 2011  | Ali Kassou                                       |
| 3. Jun. 2011 – 6. Sep. 2013   | Moussa Idé                                       |
| 6. Sep. 2013 – 29. Jul. 2016  | Mahamane Abou (alias Habou Mahaman)              |
| 29. Jul. 2016 – 16. Sep. 2016 | Maman Makada Kiabey (alias Maman Makadah Kiabey) |
| 16. Sep. 2016 – 9. Okt. 2018  | Mahamane Abou (alias Habou Mahaman)              |
| 9. Okt. 2018 – 26. Jul. 2019  | Emini Ahmed                                      |
| 26. Jul. 2019 – 8. Nov. 2021  | Boucli Najim (alias Bockli Najim)                |
| 8. Nov. 2021 – 24. Mär. 2022  | Roumar Mansouroune                               |
| 24. Mär. 2022 – 24. Aug. 2023 | Boucli Najim (alias Bockli Najim)                |
| seit 24. Aug. 2023            | Boukari Riba                                     |